# 豹女 (DC漫画)
豹女（英語：Cheetah）是DC漫画中的一名超級反派，初次登场于《神力女超人》第6期（1943年9月），主要作為神力女超人的勁敵。自角色首次亮相以來，共有4名角色獲此稱號：普里西拉·里奇（Priscilla Rich）（黃金和銀器時代）、黛博拉·多曼（Deborah Domaine）（青銅時代）、芭芭拉·安·米納娃（Barbara Ann Minerva）（後危機時期和現今）和塞巴斯蒂安·巴列斯特羅斯（Sebastian Ballesteros）（一位男性篡位者，於2001年短暫擔任該職務），新52后真实姓名未知。芭芭拉·密涅瓦是最为人们所熟知的豹女，原本是一位英国女考古学家，在非洲找到一个古神Urtzkartaga，让他附体于自己，获得长生和力量。由于她不是处女，这种附身令她在半兽形态下嗜血。
2009年，豹女被IGN評選最佳漫畫反派的第69名。

## 神話起源
出自南美洲亞馬遜神話的豹人。原本指當地巫師，或指獵人的當地土著，服用某種會引起幻覺的幻覺劑(如大麻或罌粟花等草藥)。因為其在生前混淆現實和幻覺的行為，在死後靈魂會附身混淆，死後靈魂變成美洲豹回來。

## 能力
猎豹的力量、耐力和速度、各项感官，並使用利爪、尖牙作為武器；所咬伤的人，会被感染成半人半豹的样子，而且完全丧失自我思维。

## 其他媒體

### 電影
- 《神力女超人1984》（2020年）：DC擴展宇宙電影，由克莉絲汀·薇格飾演「豹女」芭芭拉·安·米諾娃。

### 電子遊戲
- 《超級英雄：武力對決2》：豹女為玩家可使用角色之一，由艾瑞卡・盧崔（英语：Erica Luttrell）配音。